# HM Cancri
RX J0806.3+1527, manchmal abgekürzt als J0806 bezeichnet, auch bekannt unter der Variablenbezeichnung HM Cancri (HM Cnc), ist ein Doppelsternsystem aus zwei Weißen Zwergen mit je etwa einer halben Sonnenmasse, die einander in einer Entfernung von nur rund 80.000 Kilometer (etwa 1/5 des mittleren Abstands Mond-Erde) in knapp 5½ Minuten umkreisen, entsprechend einer mittleren Umlaufgeschwindigkeit von 400 Kilometer pro Sekunde. J0806 ist etwa 1.600 Lichtjahre von der Erde entfernt und befindet sich im Sternbild Krebs. Im visuellen und im Röntgenbereich treten Helligkeitsvariationen mit einer Periode von 321,5 Sekunden auf.
HM Cancri wurde 1999 mit dem am Max-Planck-Institut für extraterrestrische Physik gebauten Satelliten ROSAT als Quelle von Röntgenstrahlen entdeckt.
Die beobachtete Röntgenstrahlung entsteht vermutlich an den magnetischen Polen der beiden Weißen Zwerge.
J0806 hält zwei astronomische Rekorde: Es ist das Doppelsternsystem mit der kürzesten bislang bekannten Umlaufzeit und dazu auch noch das engste. Diese Entdeckung gelang einem internationalen Forscherteam um Gijs Roelofs vom Harvard-Smithsonian Center for Astrophysics in Cambridge (USA). Über ihre Erkenntnisse berichteten die Wissenschaftler in der Fachzeitschrift The Astrophysical Journal Letters.
Gijs Nelemans von der Radboud-Universität in Nijmegen (Niederlande) sagte, die beiden Sterne müssten in einer früheren Phase Masse verloren und sich einander angenähert haben. Was genau dazu führte, sei noch nicht bekannt. Die Sterne kommen sich jährlich um einen halben Meter näher. Es wird vermutet, dass das System in einem Röntgen- oder Gammaflash (Gammablitz) enden wird. Die Sterne liegen so nahe beieinander, dass Materie von einem Stern zum anderen fließt und dort auf den Äquator fällt. Deswegen wird vermutet, dass es eine Akkretionsscheibe um den kleineren Stern gibt.
Mittels Spektralmessungen am 10-Meter-Keck-I-Teleskop auf Hawaii bestätigte sich, dass die vor 11 Jahren gemessene 5,36-Minuten-Periode die Umlaufzeit eines Doppelsterns ist. Denn während sich die beiden Sterne umkreisen, verursacht die Kreisbewegung der Sterne eine jeweils periodische Verschiebung der Spektrallinien vom kürzeren blauen zum längeren roten Wellenlängenbereich und zurück. Diesen optischen Doppler-Effekt nutzten die Forscher, um die Umlaufgeschwindigkeit von HM Cancri zu messen. Da HM Cancri sehr lichtschwach ist, mussten laut Arne Rau vom Max-Planck-Institut für extraterrestrische Physik, dem Beobachtungsleiter auf Hawaii, hunderte von Spektren in kürzester Zeit aufgenommen werden. Die scheinbare Helligkeit von HM Cancri beträgt nur 21 mag. Das entspricht einem Millionstel der Helligkeit der schwächsten am Sternenhimmel mit bloßen Augen erkennbaren Objekte.
Arne Rau vertritt auch die Auffassung, dass das Sternsystem in ein paar Millionen Jahren zu einer Supernova vom Typ Ia werden könne. Zunächst rechnet er auch mit einem zukünftigen Auseinanderdriften, denn „wenn der leichtere Stern Masse verliert, wird er größer. Dadurch verschiebt sich das Massenzentrum nach außen und die Perioden werden länger“.
Das System sollte auch die stärkste bekannte Quelle von vermuteten Gravitationswellen sein. Mit dem Projekt eLISA/NGO, einem für 2034 geplanten, aus drei Satelliten bestehenden interferometrischen Gravitationswellendetektor der ESA, sollen deswegen die Gravitationswellen von HM Cancri gemessen werden. Die Abstrahlung von Gravitationswellen würde auch die beobachtete Verringerung der Periode um 1,2 Millisekunden pro Jahr gut erklären. Arne Rau sagte zu den erwarteten durch HM Cancri entstehenden Gravitationswellen: „Es wäre ein Schock, sollte HM Cancri nicht [durch LISA] gesehen werden, zudem würde es eine der Hauptaussagen aus Einsteins allgemeiner Relativitätstheorie in Frage stellen.“